# Le Député de la Baltique
Pour plus de détails, voir Fiche technique et Distribution.
Le Député de la Baltique (Deputat Baltiki) est un film soviétique de Iossif Kheifitz et Alexandre Zarkhi, sorti en 1937.

## Synopsis
Durant l'automne 1917 à Petrograd en pleine révolution, il ne reste du pain que pour quatre jours et lorsque les bolcheviks arrivent au pouvoir, les étudiants se passionnent davantage pour la politique que pour leurs études. La plupart des professeurs et des savants regardent avec mépris et crainte ce nouveau pouvoir et ce qu’il fait. Mais le vieux professeur Dimitri Illarionovitch Polejaiev comprend la révolution et l’accepte. Il commence à enseigner au des groupes de matelots bolcheviks de la Baltique, ce qui fait de lui le député de la mer Baltique, élu par les marins de la flotte de la Baltique.

## Fiche technique
- Titre original : Deputat Baltiki
- Titre français : Le Député de la Baltique
- Réalisation : Iossif Kheifitz et Alexandre Zarkhi
- Scénario : Iossif Kheifitz, Alexandre Zarkhi, Leonid Lioubachevski et Leonid Rakhmanov
- Assistant réalisateur : Mikhaïl Chapiro (ru), Semion Derevianski (ru)
- Photographie : Mikhaïl Kaplan (ru)
- Caméra : Edgar Stirzkober
- Direction artistique : Nikolaï Souvorov (ru), Vladimir Kaliaguine (ru)
- Son : Arnold Chargorodski (ru), Evgueni Nesterov (ru)
- Maquillage : Anton Andjan (ru)
- Montage : Elena Bajenova (ru)
- Pays de production : URSS
- Format : Noir et blanc - 1,37:1 - Mono
- Genre : drame
- Langue : russe
- Date de sortie : 1937

## Distribution
- Nikolaï Tcherkassov : Professeur Dmitri Illarionovitch Polejaïev
- Maria Domacheva (ru) : Macha Polejaïeva
- Boris Livanov : Micha Botcharov
- Oleg Jakov : Vikenti Mikhailovitch Vorobiov
- Stepan Kaïoukov : épisode
- Alexander Melnikov (ru) : Kouprianov (voix : Youri Toloubeïev)
- Anna Zarjytskaïa (ru) : sténographiste
- Fiodor Kourikhine (ru) : vieux médecin
- Vladimir Sladkopevtsev (ru) : épisode